# Плиска лаоська
Плиска лаоська (Motacilla samveasnae) — вид горобцеподібних птахів родини плискових (Motacillidae).

## Назва
Вид названо на честь камбоджійського орнітолога Сема Веасни (1966—1999).

## Поширення
Птах поширений в долині річки Меконг в Лаосі та Камбоджі. Бродяжних птахів спостерігали у В'єтнамі і Таїланді.
Територіальні птахи пов'язані з швидкоплинними плетеними ділянками річки, які протікають через характерний ландшафт скель, чагарників, пристосованих до тривалого сезонного занурення, головним чином Homonoia riparia, з піщаними косами та гравійними мілинами. Коли рівень річки підвищується під час сезону дощів у травні/червні–жовтні/листопаді, ці об'єкти затоплюються. Вид зосереджується вздовж земляних берегів і пов'язаної з ними навислої рослинності, а також ділянок відкритого піску та мулу, де вони зустрічаються парами, деякі з яких є дуже територіальними, або невеликими зграями до десятка птахів.